# Sveti Anton (Malinska – Dubašnica)
Sveti Anton je naselje u Hrvatskoj u sastavu općine Malinske – Dubašnice. Nalazi se u Primorsko-goranskoj županiji.

## Zemljopis
Nalazi se na otoku Krku. Zapadno su Sabljići, istočno su Sveti Ivan, Ljutići i Barušići, sjeveroistočno su Milovčići, Bogovići, Oštrobradić, Žgombići i Kremenići, južno su Strilčići, sjeverozapadno su Vantačići, Turčić i Zidarići, sjeverno su Milčetići.

## Stanovništvo
| broj stanovnika | 116   | 128   | 156   | 152   | 141   | 156   | 152   | 149   | 142   | 134   | 119   | 88    | 102   | 100   | 121   | 149   | 162   |
|                 | 1857. | 1869. | 1880. | 1890. | 1900. | 1910. | 1921. | 1931. | 1948. | 1953. | 1961. | 1971. | 1981. | 1991. | 2001. | 2011. | 2021. |